# Bodo Albrecht von Stockhausen
Bodo Albrecht Freiherr von Stockhausen (* 30. März 1810 in Göttingen; † 29. Dezember 1885 in Gmunden) war ein deutscher Diplomat und Musikliebhaber.

## Leben
Stockhausen entstammt dem niedersächsischen Adelsgeschlecht Stockhausen. Er genoss eine musikalische Ausbildung und soll insbesondere sehr gut Klavier gespielt haben. Sein Studium absolvierte er an den Universitäten von Göttingen, Heidelberg und Bonn. Anschließend trat er in hannoveranische Dienste und ging als Legationssekretär nach Berlin. 
Ab 1835 wird er als Attaché des Kanzlisten J. G. Cleeve bei der königlich hannoverschen Gesandtschaft zu Paris genannt, die 1835 bis 1840 von dem Grafen Adolf von Kielmansegg (1796–1866) geleitet wurde. Am 27. Juli 1837 heiratete Stockhausen in Dresden die Gräfin Clotilde Annette von Baudissin (1818–1891), eins von 13 Kindern von Christian Carl Graf von Baudissin (* 4. März 1790 auf Gut Knoop; † 9. April 1868 in Itzehoe) und dessen Ehefrau Henriette, geborene Kuniger, geschiedene von Gähler (* 6. Januar 1788 in Schleswig; † 4. April 1864 in Greifswald) aus der Knooper Linie der Familie Baudissin. Das Paar hatte drei Kinder. 1841 ging Graf Kielmansegg als Gesandter nach London, und Stockhausen übernahm dessen Pariser Gesandtenstelle, die er bis 1851 innehatte. 
Zu Stockhausens Pariser Freundeskreis zählte Giacomo Meyerbeer und vor allem Frédéric Chopin, der ihm 1836 seine Ballade g-Moll op. 23 widmete. Stockhausen besaß auch ein „Widmungsexemplar“ der Ballade, das später im Besitz seines Sohns Ernst von Stockhausen (1838–1905) war, der in Wien als Komponist, Musikkritiker und Musiklehrer tätig war. Das geht aus dem Brief seiner Schwester an Johannes Brahms vom 3. Dezember 1877 hervor. Stockhausens Frau Clotilde dedizierte Chopin 1846 die Barcarolle Fis-Dur op. 60. 
Von 1852 bis 1865 diente er als hannoverscher Gesandter in Wien, wo er mit Johannes Brahms und Joseph Joachim verkehrte. Von 1865 bis 1866 bekleidete er die Gesandtenstelle in Berlin.
Als das Königreich Hannover 1866 von Preußen annektiert wurde, verlor Stockhausen all seine Titel und Ämter. Er lebte danach abwechselnd in Florenz, Paris und Dresden. Viel Zeit verbrachte er auch in Gmunden, wo die ehemalige Hannoversche Königsfamilie, nunmehr noch Herzöge von Cumberland, im Exil lebte. Er verstarb völlig unerwartet, als er der Witwe des letzten Königs, Marie Alexandrine in deren Villa seine Aufwartung machte. Das unter dem geschmückten Weihnachtsbaum von Pastor Josef Friedrich Koch für den Toten verrichtete Gebet blieb der herzoglichen Familie in bleibender Erinnerung.
Stockhausen wurde am 6. Januar 1886 in Löwenhagen bei Göttingen beigesetzt, dem Stammsitz der Familie Stockhausen.

## Nachkommen
Das Ehepaar Stockhausen hatte zwei Töchter und einen Sohn, darunter die Sängerin und Mäzenin Elisabeth von Herzogenberg.

## Auszeichnungen
- Guelphenorden, Commandeurkreuz 1. Klasse[8]
- Verdienstorden Philipps des Großmütigen, Großkreuz
- Albrechts-Orden, Komtur I. Klasse
- Wilhelmsorden, Kommandeur I. Klasse